# Hallstabacken
Lo Hallstabacken è un trampolino situato a Sollefteå, in Svezia.

## Storia
Inaugurato nel 1933, l'impianto ha ospitato le gare di salto con gli sci e di combinata nordica dei Campionati mondiali di sci nordico del 1934 e dei Campionati mondiali juniores del 2003, oltre ad una tappa della Coppa del Mondo di salto con gli sci, nel 1990.

## Caratteristiche
Il trampolino principale ha un punto K 108 (trampolino lungo HS 120); il primato di distanza, 121,5 m, è stato stabilito dall'austriaco Thomas Morgenstern nel 2003. Il complesso ospita inoltre trampolini HS92, K55, K30, K20 e K10.